# Jonay Díaz
Jonay Manuel Díaz Nolasco (Las Palmas de Gran Canaria, Provincia de Las Palmas, España, 11 de junio de 1988)  es un futbolista español. Juega de delantero en el Arucas C. F. de la Tercera División de España.

## Trayectoria
Jonay Díaz, apodado "Romario", destacó como goleador desde niño, anotando 55 goles en categoría alevín. Se formó en la cantera de la UD Las Palmas, siendo convocado para las categorías inferiores de la selección española. Aún como juvenil estuvo en la órbita de varios equipos de Primera División como FC Barcelona, Valencia CF, Atlético de Madrid, Villarreal CF e incluso en la del Liverpool FC de la Premier League.
A pesar de este interés siguió en la cantera amarilla, llegando a debutar en el primer equipo. A la temporada siguiente se ve obligado a permanecer en el filial de tercera con lo que decide no renovar su contrato para irse al SD Huesca, recién ascendido a la segunda división española, equipo que abandona en noviembre por "problemas de adaptación".
Tras esta experiencia, en el mercado de invierno de 2010 se incorpora al CD Tenerife B en segunda b, donde permanece un año y medio, tras lo que se marcha al CD Mensajero palmero de 3ª división. En 2012 se compromete con el club grancanario Acodetti C.F. La temporada siguiente la inicia en el Santa Brígida, pero en enero deja el club isleño para marcharse al Rayo Cantabria.

## Clubes
| Club                | País   | Año       |
| ------------------- | ------ | --------- |
| Las Palmas Atlético | España | 2007-2009 |
| SD Huesca           | España | 2009-2010 |
| CD Tenerife B       | España | 2010-2011 |
| Mensajero           | España | 2011-2012 |
| UD Santa Brígida    | España | 2012      |
| Rayo Cantabria      | España | 2012-2013 |
| UD Santa Brígida    | España | 2013-2014 |
| UD Tamaraceite      | España | 2014-2018 |
| Arucas CF           | España | 2018-2019 |
| UD Tamaraceite      | España | 2019-2020 |
| Arucas CF           | España | 2020-     |

## Palmarés

### Trofeos internacionales
| Título                   | Club (*)                        | Lugar      | Año  |
| ------------------------ | ------------------------------- | ---------- | ---- |
| XXXII Copa del Atlántico | Selección de fútbol de Canarias | Maspalomas | 2006 |

### Distinciones individuales
| Distinción                                           | Año  |
| ---------------------------------------------------- | ---- |
| Mejor jugador del Grupo VI División de Honor Juvenil | 2007 |